# Sciapode

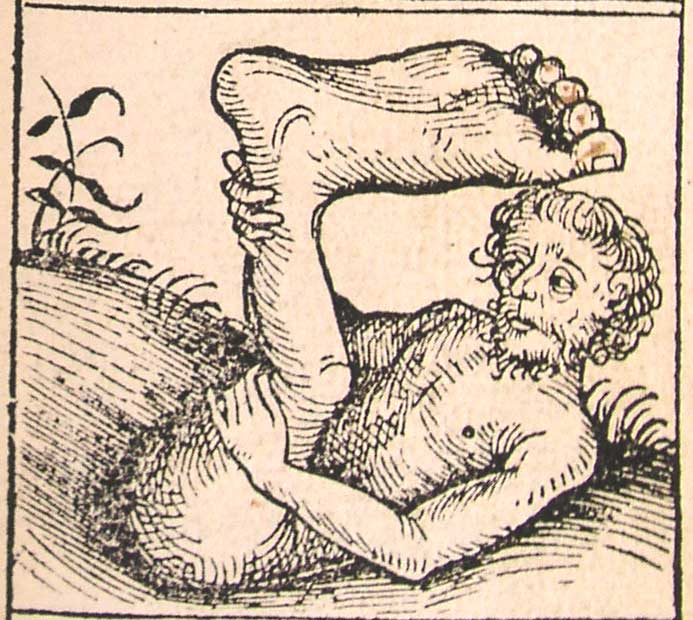
Een Sciapode

Een sciapode, skiapode, monopode of monocoli (Grieks voor eenpoot) is een fabeldier uit onder andere Griekse en middeleeuws-Europese folklore.
De sciapode lijkt op een dwergachtig wezen met slechts één reusachtige voet die als parasol dient. Er werd gezegd dat ze in India leefden.